# (100667) 1997 WH40
(100667) 1997 WH40 es un asteroide perteneciente al cinturón de asteroides descubierto el 29 de noviembre de 1997 por el equipo del Lincoln Near-Earth Asteroid Research desde el Laboratorio Lincoln, Socorro, Nuevo México, Estados Unidos.

## Designación y nombre
Designado provisionalmente como 1997 WH40.

## Características orbitales
1997 WH40 está situado a una distancia media del Sol de 2,448 ua, pudiendo alejarse hasta 2,865 ua y acercarse hasta 2,030 ua. Su excentricidad es 0,170 y la inclinación orbital 0,954 grados. Emplea 1398,99 días en completar una órbita alrededor del Sol.

## Características físicas
La magnitud absoluta de 1997 WH40 es 16,1. 